# Belper
Belper este un oraș în comitatul Derbyshire, regiunea East Midlands, Anglia. Orașul se află în districtul Amber Valley. 